# Žeronška koreta
Žeronška koreta  je osemnajsti studijski album Aleksandra Mežka, ki je izšel leta 2005 pri založbi Eye Witness Records. 
Ob 30. okrogli obletnici svoje prve slovenske izdaje, se s svojo 30. izdajo Mežek vrača k svojim koreninam, prostoru, kulturi in ljudem, ki so botrovali nastanku »Sive poti«. Gorenjski in vasem, kjer je odraščal in še vedno živi, je posvetil cikel desetih novih pesmi s skupnim naslovom »Žeronška koreta«. Pesmi so portreti ljudi, navad in vrednot, ki še vedno tvorijo življenjski in kulturni utrip prostora, iz katerega izhaja avtor.
K studijskem oblikovanju glasbeno-izvajalske vsebine izdaje je Aleksander povabil vrsto priznanih glasbenikov in umetnikov, med katerimi so Milena Zupančič, Pavle Ravnohrib, Andrej Nahtigal, Mira Omerzel, priznana slovenska etno skupina Trutamora Slovenica, skupina Hiša, mednarodno priznani aranžer in dirigent Paul Buckmaster in drugi.
Avtor likovne predloge je Andrej Jemec.

## Seznam skladb
Avtor glasbe in besedil je Aleksander Mežek, razen, kjer je posebej napisano. 
| Št. | Naslov                                                               | Dolžina |
| --- | -------------------------------------------------------------------- | ------- |
| 1.  | „V Žirovnci‟                                                         | 2:58    |
| 2.  | „Janševa čebela‟                                                     | 4:32    |
| 3.  | „Stric Trebušnik‟                                                    | 4:53    |
| 4.  | „A se še sponəš kej?‟                                                | 3:58    |
| 5.  | „Makalonca‟                                                          | 2:58    |
| 6.  | „Miklova Zala‟                                                       | 3:42    |
| 7.  | „Žeronška koreta‟                                                    | 2:54    |
| 8.  | „Čarovnik Čop‟                                                       | 3:50    |
| 9.  | „O Vrba!‟ (Aleksander Mežek/France Prešeren)                         | 3:01    |
| 10. | „O Vrba!‟ (Aleksander Mežek/France Prešeren)                         | 1:15    |
| 11. | „Čarovnik Čop‟                                                       | 1:58    |
| 12. | „Žeronška koreta‟                                                    | 1:12    |
| 13. | „Miklova Zala‟                                                       | 1:23    |
| 14. | „Makalonca‟                                                          | 1:42    |
| 15. | „A se še sponəš kej?‟                                                | 1:23    |
| 16. | „Stric Trebušnik‟                                                    | 2:20    |
| 17. | „Janševa čebela‟                                                     | 1:49    |
| 18. | „V Žirovnci‟                                                         | 1:18    |
| 19. | „Siva pot‟ (Bill Danoff, Taffy Nivert, John Denver/Aleksander Mežek) | 1:29    |
| 20. | „Siva pot‟ (Bill Danoff, Taffy Nivert, John Denver/Aleksander Mežek) | 4:04    |

## Zasedba

### Glasbeniki
- Aleksander Mežek – vokal, vokalne harmonije, akustična kitara
- Dave Goodes – električne kitare, akustične kitare, citre, bas, boben, programiranje
- Garant Watkins – harmonika
- Hiša – vokalne harmonije
- Sarah Ozelle – vokalne harmonije (20)

### Recitatorji
- Pavle Ravnohrib (10, 11)
- Milena Zupančič (12, 17)
- Andrej Nahtigal (13, 15, 16)
- Tomaž Majerhold (14)
- Sabina Kogovšek (13, 18, 19)

### Glasbena oprema recitacij
- Mira Omerzel – citre, bordunske citre, okarina, kitara, drumlica, trstenke, žvegla, glavnik
- Matija Terlep – okarina, buča, žvegla, bumbas, glavnik, drumlica
- Mojka Žagar – čelo, glavnik
- Tine Omerzel – bumbas
- Romeo Drucker – violina
- Matjaž Sekne – viola